# Llista de rellotges de sol del Garraf
Llista de rellotges de sol instal·lats de forma permanent en espais públics de la comarca de l'Anoia.

## Canyelles
| Nom                              | Descripció | Localització | Coordenades | Fitxa | Imatge                  |
| -------------------------------- | ---------- | ------------ | ----------- | ----- | ----------------------- |
| Masia el Pinar, casa de colònies |            | Canyelles    |             | fitxa | Carregueu una nova foto |

## Cubelles
| Nom                        | Descripció | Localització                  | Coordenades                                          | Fitxa | Imatge                                        |
| -------------------------- | ---------- | ----------------------------- | ---------------------------------------------------- | ----- | --------------------------------------------- |
| Can Rovirosa - exterior    |            | Cubelles                      |                                                      | fitxa | Carregueu una nova foto                       |
| Can Rovirosa - interior    |            | Cubelles                      |                                                      | fitxa | Carregueu una nova foto                       |
| Plaça de la Vila, 5        |            | Cubelles Pl. de la Vila, 5    |                                                      | fitxa | Carregueu una nova foto                       |
| Can Foix, casa de colònies |            | Cubelles Ctra. BV-2115 km 6,5 | 41° 14′ 26″ N, 1° 39′ 38″ E / 41.240583°N,1.660667°E | fitxa | Can Foix (Cubelles) · Carregueu una nova foto |
| Mas d'en Pedró             |            | Cubelles C. Lloret, 6         | 41° 12′ 06″ N, 1° 38′ 41″ E / 41.201617°N,1.644617°E | fitxa | Carregueu una nova foto                       |
| Molí de l'Estapé           |            | Cubelles Gallifa              | 41° 12′ 59″ N, 1° 39′ 54″ E / 41.216483°N,1.665083°E | fitxa | Carregueu una nova foto                       |

## Olivella
| Nom                        | Descripció | Localització                                            | Coordenades                                          | Fitxa | Imatge                                                      |
| -------------------------- | ---------- | ------------------------------------------------------- | ---------------------------------------------------- | ----- | ----------------------------------------------------------- |
| Cal Marcelino              |            | Olivella                                                |                                                      | fitxa | Carregueu una nova foto                                     |
| Cal Xic Borreg             |            | Olivella Barri de Can Suriol                            |                                                      | fitxa | Carregueu una nova foto                                     |
| Can Suriol - sud-est       |            | Olivella Ctra. de Ribes a Olivella. Barri de Can Suriol | 41° 18′ 43″ N, 1° 47′ 29″ E / 41.31195°N,1.79137°E   | fitxa | Can Suriol, sud-est (Olivella) · Carregueu una nova foto    |
| Can Suriol - sud           |            | Olivella Ctra. de Ribes a Olivella. Barri de Can Suriol | 41° 18′ 43″ N, 1° 47′ 29″ E / 41.31195°N,1.79137°E   | fitxa | Carregueu una nova foto                                     |
| Carretera cap a Vilafranca |            | Olivella Ctra. a Vilafranca                             |                                                      | fitxa | Carregueu una nova foto                                     |
| La Casa Gran de Can Suriol |            | Olivella Ctra. de Ribes a Olivella. Barri de Can Suriol | 41° 18′ 43″ N, 1° 47′ 29″ E / 41.31195°N,1.79137°E   | fitxa | Carregueu una nova foto                                     |
| Carrer Sant Isidre, 12     |            | Olivella C. Sant Isidre, 12                             | 41° 18′ 36″ N, 1° 48′ 39″ E / 41.310100°N,1.810783°E | fitxa | Carrer Sant Isidre, 12 (Olivella) · Carregueu una nova foto |
| Carrer Sant Isidre, 2      |            | Olivella C. Sant Isidre, 2                              | 41° 18′ 36″ N, 1° 48′ 44″ E / 41.310083°N,1.812167°E | fitxa | Carrer Sant Isidre, 2 (Olivella) · Carregueu una nova foto  |
| Carrer Sant Isidre, 6      |            | Olivella C. Sant Isidre, 6                              | 41° 18′ 36″ N, 1° 48′ 43″ E / 41.310133°N,1.811867°E | fitxa | Carrer Sant Isidre, 6 (Olivella) · Carregueu una nova foto  |
| Can Camps                  |            | Olivella                                                | 41° 18′ 24″ N, 1° 49′ 03″ E / 41.306783°N,1.817467°E | fitxa | Carregueu una nova foto                                     |
| Can Grau                   |            | Olivella Districte de Baix                              | 41° 18′ 25″ N, 1° 50′ 17″ E / 41.3069°N,1.83807°E    | fitxa | Can Grau (Olivella) · Carregueu una nova foto               |

## Sant Pere de Ribes
| Nom                                                | Descripció                                                 | Localització                                               | Coordenades                                          | Fitxa | Imatge                                                                                  |
| -------------------------------------------------- | ---------------------------------------------------------- | ---------------------------------------------------------- | ---------------------------------------------------- | ----- | --------------------------------------------------------------------------------------- |
| Bar Oriente                                        |                                                            | Sant Pere de Ribes                                         |                                                      | fitxa | Carregueu una nova foto                                                                 |
| Barri les Parellades, 5                            |                                                            | Sant Pere de Ribes Barri les Parellades, 5                 | 41° 15′ 51″ N, 1° 46′ 17″ E / 41.264300°N,1.771333°E | fitxa | Carregueu una nova foto                                                                 |
| Carrer de les Planes, 9                            |                                                            | Sant Pere de Ribes C. de les Planes, 9                     |                                                      | fitxa | Carregueu una nova foto                                                                 |
| Carrer Ensenyament, 6                              |                                                            | Sant Pere de Ribes C. Ensenyament, 6                       | 41° 15′ 42″ N, 1° 46′ 16″ E / 41.261667°N,1.770983°E | fitxa | Carregueu una nova foto                                                                 |
| Carrer Guillem de Ribes, 4                         |                                                            | Sant Pere de Ribes C. Guillem de Ribes, 4                  |                                                      | fitxa | Carregueu una nova foto                                                                 |
| Carrer Montserrat                                  |                                                            | Sant Pere de Ribes C. Montserrat                           |                                                      | fitxa | Carregueu una nova foto                                                                 |
| Can Climent                                        | Inscripció: Can Climent / 1799                             | Sant Pere de Ribes Ctra. Vella                             |                                                      | fitxa | Carregueu una nova foto                                                                 |
| Can Fontanals                                      | Dos rellotges bessons                                      | Sant Pere de Ribes                                         |                                                      | fitxa | Can Fontanals (Sant Pere de Ribes) · Carregueu una nova foto                            |
| Can Fornells                                       |                                                            | Sant Pere de Ribes Mossèn Antoni Miret, 21                 |                                                      | fitxa | Carregueu una nova foto                                                                 |
| Can Giralt                                         |                                                            | Sant Pere de Ribes C. Olivella, 27                         |                                                      | fitxa | Can Giralt (Sant Pere de Ribes) · Vegeu més fotos · Carregueu una nova foto             |
| Can Martí del Mas Roig                             |                                                            | Sant Pere de Ribes Ctra. de Vilanova                       | 41° 15′ 09″ N, 1° 44′ 21″ E / 41.252484°N,1.739037°E | fitxa | Can Martí del Mas Roig (Sant Pere de Ribes) · Vegeu més fotos · Carregueu una nova foto |
| Can Miret de les Torres                            | Inscripció: Mon caminar es segur; la llum del Cel me guia  | Sant Pere de Ribes                                         | 41° 15′ 03″ N, 1° 47′ 31″ E / 41.250746°N,1.792075°E | fitxa | Carregueu una nova foto                                                                 |
| Can Peret Coll                                     |                                                            | Sant Pere de Ribes Antiga ctra. de Sant Pere a Sitges      |                                                      | fitxa | Carregueu una nova foto                                                                 |
| Can Ramon del Montgròs, celler                     | Inscripció: 1816                                           | Sant Pere de Ribes                                         | 41° 15′ 41″ N, 1° 44′ 58″ E / 41.261500°N,1.749433°E | fitxa | Carregueu una nova foto                                                                 |
| Can Reguan                                         |                                                            | Sant Pere de Ribes Mossèn Antoni Miret, 19                 |                                                      | fitxa | Carregueu una nova foto                                                                 |
| Can Roig de les Torres                             |                                                            | Sant Pere de Ribes Les Torres                              | 41° 14′ 57″ N, 1° 47′ 24″ E / 41.249276°N,1.790109°E | fitxa | Can Roig de les Torres (Sant Pere de Ribes) · Carregueu una nova foto                   |
| Can Vidal de la Serra                              | Inscripció: Jo sense sol, tu sense fe, no som rè           | Sant Pere de Ribes                                         |                                                      | fitxa | Can Vidal de la Serra (Sant Pere de Ribes) · Carregueu una nova foto                    |
| Can Zidret                                         |                                                            | Sant Pere de Ribes Barri de les Parellades                 |                                                      | fitxa | Carregueu una nova foto                                                                 |
| Carretera a Vilanova                               |                                                            | Sant Pere de Ribes Ctra. a Vilanova                        |                                                      | fitxa | Carregueu una nova foto                                                                 |
| Casa a la carretera de Sitges                      |                                                            | Sant Pere de Ribes Ctra. de Sitges                         |                                                      | fitxa | Carregueu una nova foto                                                                 |
| Casa a la carretera de Sitges                      |                                                            | Sant Pere de Ribes Ctra. de Sitges                         |                                                      | fitxa | Carregueu una nova foto                                                                 |
| Carretera del Carç, 2                              |                                                            | Sant Pere de Ribes Ctra. del Carç, 2                       |                                                      | fitxa | Carregueu una nova foto                                                                 |
| Mas de les Farigoles                               |                                                            | Sant Pere de Ribes                                         |                                                      | fitxa | Carregueu una nova foto                                                                 |
| Masia a la carretera d'Olivella                    |                                                            | Sant Pere de Ribes Ctra. d'Olivella                        |                                                      | fitxa | Carregueu una nova foto                                                                 |
| Masia Can Marcer de la Penya                       |                                                            | Sant Pere de Ribes Camí sota de Can Lloses                 |                                                      | fitxa | Carregueu una nova foto                                                                 |
| Masia Can Pere de la Plana, Granja-Escola          |                                                            | Sant Pere de Ribes Ctra. d'Olivella                        |                                                      | fitxa | Carregueu una nova foto                                                                 |
| Masia de Montgròs                                  |                                                            | Sant Pere de Ribes                                         |                                                      | fitxa | Carregueu una nova foto                                                                 |
| Mossèn Anton Miret, 24                             |                                                            | Sant Pere de Ribes Mossèn Anton Miret, 24 - ctra. del Carç |                                                      | fitxa | Carregueu una nova foto                                                                 |
| Plaça de la Dot, 2                                 |                                                            | Sant Pere de Ribes Pl. de la Dot, 2                        |                                                      | fitxa | Carregueu una nova foto                                                                 |
| Restaurant la Clau                                 | Inscripció: Restaurant                                     | Sant Pere de Ribes Ctra. de Sitges                         |                                                      | fitxa | Carregueu una nova foto                                                                 |
| Can Pere de la Plana                               |                                                            | Sant Pere de Ribes                                         |                                                      | fitxa | Carregueu una nova foto                                                                 |
| Can Puig, Escola per a Adults                      |                                                            | Sant Pere de Ribes C. Major, 110                           | 41° 15′ 37″ N, 1° 45′ 59″ E / 41.260283°N,1.766417°E | fitxa | Can Puig (Sant Pere de Ribes) · Vegeu més fotos · Carregueu una nova foto               |
| Clos la Plana, abans Masia Xoriguera - façana est  | Inscripció: 1913                                           | Sant Pere de Ribes                                         | 41° 14′ 32″ N, 1° 45′ 15″ E / 41.242222°N,1.754167°E | fitxa | Carregueu una nova foto                                                                 |
| Clos la Plana, abans Masia Xoriguera - façana oest |                                                            | Sant Pere de Ribes                                         | 41° 14′ 32″ N, 1° 45′ 15″ E / 41.242222°N,1.754167°E | fitxa | Carregueu una nova foto                                                                 |
| El Carç                                            | Inscripció: Jo sensa sol i tu sensa fe ni tu ni jo som res | Sant Pere de Ribes Afores de Puigmoltó                     | 41° 14′ 47″ N, 1° 46′ 23″ E / 41.246517°N,1.773150°E | fitxa | Carregueu una nova foto                                                                 |
| Masia el Corral d'en Capdet                        | Inscripció: 1887                                           | Sant Pere de Ribes                                         |                                                      | fitxa | Masia el Corral d'en Capdet (Sant Pere de Ribes) · Carregueu una nova foto              |
| Plaça de l'Església                                | Monumental. Inscripció: El temps és la Terra               | Sant Pere de Ribes Pl. de l'Església - c. Maristany        | 41° 15′ 39″ N, 1° 46′ 19″ E / 41.260912°N,1.772074°E | fitxa | Carregueu una nova foto                                                                 |
| Can Montaner                                       |                                                            | Sant Pere de Ribes Barri del Palou                         |                                                      | fitxa | Can Montaner (Sant Pere de Ribes) · Carregueu una nova foto                             |
| Can Pasqualí                                       | Inscripció: Cada hora fereix, l'última mata / 1797         | Sant Pere de Ribes Barri del Palou                         |                                                      | fitxa | Carregueu una nova foto                                                                 |
| Carrer Puigmoltó, 46                               |                                                            | Sant Pere de Ribes C. Puigmoltó, 46. Veïnat de Puigmoltó   | 41° 14′ 59″ N, 1° 46′ 07″ E / 41.249850°N,1.768567°E | fitxa | Carregueu una nova foto                                                                 |
| Mas d'en Serra                                     |                                                            | Sant Pere de Ribes Av. Mas d'en Serra, 83                  | 41° 13′ 46″ N, 1° 45′ 17″ E / 41.229317°N,1.754763°E |       | Mas d'en Serra (Sant Pere de Ribes) · Carregueu una nova foto                           |

## Sitges
| Nom                                                   | Descripció                                                                         | Localització                                                | Coordenades                                          | Fitxa | Imatge                                                      |
| ----------------------------------------------------- | ---------------------------------------------------------------------------------- | ----------------------------------------------------------- | ---------------------------------------------------- | ----- | ----------------------------------------------------------- |
| Cal Girona                                            | Inscripció: De dia moure's i de nit dormir / Jo sense sol i tu sense fe no som res | Sitges                                                      |                                                      | fitxa | Carregueu una nova foto                                     |
| Casa de pagès a la carretera de Vilanova              |                                                                                    | Sitges Ctra. de Vilanova                                    |                                                      | fitxa | Carregueu una nova foto                                     |
| Casa de Lola Anglada                                  |                                                                                    | Sitges                                                      |                                                      | fitxa | Carregueu una nova foto                                     |
| Xalet Kosta                                           |                                                                                    | Sitges Pg. de Bartolomé Soler, 19. Urbanització Vallpineda  |                                                      | fitxa | Carregueu una nova foto                                     |
| Passeig de Bartolomé Soler, 39                        |                                                                                    | Sitges Pg. de Bartolomé Soler, 39. Urbanització Vallpineda  |                                                      | fitxa | Carregueu una nova foto                                     |
| Xalet Nostra Llar                                     |                                                                                    | Sitges Pg. Fondat. Urb. Vallpineda                          |                                                      | fitxa | Carregueu una nova foto                                     |
| Restaurant La Masia                                   | Inscripció: Jo sense sol i tu sense menjar no podem anar                           | Sitges Pg. de Vilanova, 164                                 |                                                      | fitxa | Restaurant La Masia (Sitges) · Carregueu una nova foto      |
| Xalet Xaloc                                           |                                                                                    | Sitges Pag. de Bartolomé Soler, 16. Urbanització Vallpineda |                                                      | fitxa | Carregueu una nova foto                                     |
| Carrer Sant Pau, 5                                    |                                                                                    | Sitges C. Sant Pau, 5                                       | 41° 14′ 10″ N, 1° 48′ 33″ E / 41.236167°N,1.809033°E | fitxa | Carregueu una nova foto                                     |
| Carrer Joaquim Sunyer, 4                              |                                                                                    | Sitges C. Joaquim Sunyer, 4                                 |                                                      | fitxa | Carregueu una nova foto                                     |
| Carrer Soler i Cartró, 4                              |                                                                                    | Sitges C. Soler i Cartró, 4                                 |                                                      | fitxa | Carregueu una nova foto                                     |
| Carrer Nou, 15                                        |                                                                                    | Sitges C. Nou, 15                                           |                                                      | fitxa | Carrer Nou, 15 (Sitges) · Carregueu una nova foto           |
| Hotel La Niña                                         |                                                                                    | Sitges Pg. de la Ribera, 63-69                              | 41° 14′ 03″ N, 1° 48′ 18″ E / 41.234167°N,1.805133°E | fitxa | Hotel La Niña (Sitges) · Carregueu una nova foto            |
| Hotel La Santa Maria                                  |                                                                                    | Sitges Pg. de la Ribera, 52                                 | 41° 14′ 04″ N, 1° 48′ 23″ E / 41.234550°N,1.806433°E | fitxa | Carregueu una nova foto                                     |
| Joaquim Sunyer, 18                                    |                                                                                    | Sitges Joaquim Sunyer, 18                                   |                                                      | fitxa | Carregueu una nova foto                                     |
| Joaquim Sunyer, 22                                    |                                                                                    | Sitges Joaquim Sunyer, 22                                   |                                                      | fitxa | Carregueu una nova foto                                     |
| Joaquim Sunyer, 8                                     |                                                                                    | Sitges Joaquim Sunyer, 8                                    |                                                      | fitxa | Carregueu una nova foto                                     |
| Passeig de la Ribera, 45                              | Inscripció: JHS / 1928                                                             | Sitges Pg. de la Ribera, 45                                 |                                                      | fitxa | Passeig de la Ribera, 45 (Sitges) · Carregueu una nova foto |
| Can Milà                                              |                                                                                    | Sitges Pg. de Vilafranca                                    | 41° 14′ 32″ N, 1° 48′ 19″ E / 41.242243°N,1.805180°E | fitxa | Can Milà (Sitges) · Carregueu una nova foto                 |
| Passeig Marítim, 61                                   |                                                                                    | Sitges Pg. Marítim, 61                                      |                                                      | fitxa | Passeig Marítim, 61 (Sitges) · Carregueu una nova foto      |
| Santa Bàrbara, 10                                     |                                                                                    | Sitges Santa Bàrbara, 10                                    |                                                      | fitxa | Carregueu una nova foto                                     |
| Santa Bàrbara, 28                                     |                                                                                    | Sitges Santa Bàrbara, 28                                    |                                                      | fitxa | Carregueu una nova foto                                     |
| Torrent de la Pleta, 1                                |                                                                                    | Sitges Torrent de la Pleta, 1                               |                                                      | fitxa | Torrent de la Pleta, 1 (Sitges) · Carregueu una nova foto   |
| Vila Antònia                                          | Inscripció: Solis et artis opus                                                    | Sitges Av. Sofia, 28                                        | 41° 14′ 10″ N, 1° 48′ 11″ E / 41.236017°N,1.803117°E | fitxa | Vila Antònia (Sitges) · Carregueu una nova foto             |
| Villa Teresa                                          | Inscripció: 1925                                                                   | Sitges Av. Sofia, 20                                        | 41° 14′ 08″ N, 1° 48′ 12″ E / 41.235467°N,1.803350°E | fitxa | Villa Teresa (Sitges) · Carregueu una nova foto             |
| Xalet la Punxa                                        | Inscripció: Jo sense sol i tu sense fe no valem res                                | Sitges Pg. de Vilanova, 94                                  | 41° 14′ 07″ N, 1° 47′ 50″ E / 41.235283°N,1.797100°E | fitxa | Xalet la Punxa (Sitges) · Carregueu una nova foto           |
| Masia adossada a una torre de guaita del Celler Güell |                                                                                    | Sitges Ctra. C-31 km 24,5. Garraf                           | 41° 15′ 23″ N, 1° 54′ 18″ E / 41.256454°N,1.904948°E | fitxa | Carregueu una nova foto                                     |
| Rafael Llopart, 44                                    |                                                                                    | Sitges Carrer Rafael Llopart, 44                            | 41° 14′ 14″ N, 1° 48′ 44″ E / 41.237222°N,1.812222°E |       | Rafael Llopart, 44 (Sitges) · Carregueu una nova foto       |
| Ermita de la Trinitat                                 |                                                                                    | Sitges Turó de la Trinitat                                  | 41° 14′ 19″ N, 1° 51′ 14″ E / 41.238554°N,1.853927°E |       | Ermita de la Trinitat (Sitges) · Carregueu una nova foto    |

## Vilanova i la Geltrú
| Nom                                 | Descripció               | Localització                                             | Coordenades                                          | Fitxa | Imatge                                                                               |
| ----------------------------------- | ------------------------ | -------------------------------------------------------- | ---------------------------------------------------- | ----- | ------------------------------------------------------------------------------------ |
| Masia Nova                          | Inscripció: Tempus fugit | Vilanova i la Geltrú Ctra. de Sitges                     | 41° 13′ 54″ N, 1° 44′ 28″ E / 41.231743°N,1.741078°E | fitxa | Masia Nova (Vilanova i la Geltrú) · Carregueu una nova foto                          |
| Mas Sardet                          |                          | Vilanova i la Geltrú Camí Ral                            | 41° 14′ 29″ N, 1° 42′ 59″ E / 41.241294°N,1.716401°E | fitxa | Carregueu una nova foto                                                              |
| Masia de Carro                      |                          | Vilanova i la Geltrú Ctra. BV-2112 km 2,5                | 41° 14′ 19″ N, 1° 44′ 14″ E / 41.238600°N,1.737300°E | fitxa | Carregueu una nova foto                                                              |
| Ermita de Sant Gervasi              |                          | Vilanova i la Geltrú La Geltrú                           | 41° 12′ 42″ N, 1° 42′ 43″ E / 41.211583°N,1.712067°E | fitxa | Carregueu una nova foto                                                              |
| Pujada del Far de Sant Cristòfol, 5 |                          | Vilanova i la Geltrú Pujada del Far de Sant Cristòfol, 5 | 41° 13′ 03″ N, 1° 44′ 14″ E / 41.217483°N,1.737194°E |       | Pujada del Far de Sant Cristòfol, 5 (Vilanova i la Geltrú) · Carregueu una nova foto |